# Евтых, Аскер Кадербечевич
Аскер Кадербечевич Евты́х (адыг. Еутых Аскэр; 25 сентября 1915 — 14 ноября 1999) — народный писатель Республики Адыгея.

## Биография
Аскер Кадербечевич Евтых родился 25 сентября 1915 года в ауле Хатукай Кубанской области (ныне Красногвардейский район Адыгеи) в крестьянской семье.
В 1938 году был принят в Союз писателей. С 1939 года до начала Великой Отечественной войны работал преподавателем-консультантом адыгейской студии при Государственном театральном институте в Москве.
Участвовал в Великой Отечественной войне. С 1941 — красноармеец, с 1942 — литсотрудник дивизионной газеты «За победу» на Кавказском фронте, с 1943 — член писательской группы политуправления Черноморского флота. Участвовал в битве за Кавказ, Одесской, Крымской, Ясско-Кишинёвской операциях. За образцовое выполнение боевых заданий, проявленные при этом доблесть и мужество, был награждён орденом Отечественной войны II степени.
Похоронен в Москве на Введенском кладбище (27 уч.).

## Творчество
Первый сборник стихов Евтых «Наши дни» («Тимафэхэр») был издан в 1939 году. В том же году вышел его сборник рассказов «Большая сила» («КӀочӀэшхо зыхэлъхэр»). В конце 1940-х — начале 1950-х годов Евтых опубликовал на русском языке повести «Превосходная должность», «Аул Псыбе», «У нас в ауле» эти произведения повествуют о жизни адыгейских крестьян, ломке старых отношений. В 1960 году вышел сборник его рассказов «Судьба одной женщины» («Зы бзылъфыгъэ итхыд»). Также им были написаны пьесы, поставленные в адыгейском театре. Евтых перевёл на адыгейский язык поэму М. Ю. Лермонтова «Мцыри» и повесть Н. В. Гоголя «Тарас Бульба», а также ряд других произведений русских писателей и поэтов.